# Alfred Thinesse
Alfred Thinesse, né le 25 novembre 1885 à Brainville (Meurthe-et-Moselle) et mort le 20 mai 1981 à Vandœuvre-lès-Nancy (Meurthe-et-Moselle), est un homme politique français. Il est maire d'Épinal entre 1945 et 1947.

## Biographie

### Études et vie professionnelle
Fils d'un officier des douanes, étudiant au collège catholique de la Malgrange (à Nancy) puis à la faculté de médecine de Nancy, il s'installe comme médecin à Épinal à partir de 1912. Il exerce aussi en tant que chirurgien adjoint à l'hôpital d'Épinal de 1919 à 1952.

### Ancien combattant
Ancien combattant de la « Grande Guerre », il est fait chevalier de la Légion d'honneur (1924) et reçoit la Croix de guerre.
Médecin capitaine de réserve, il est membre dans les années 1930 du comité de l'Association des officiers de réserve d'Épinal, présidée par le commandant René Brouaux.

### Activités politiques
Il est vice-président du groupement spinalien des modérés, l'Entente républicaine et sociale d'Épinal, fondée en 1929, présidée par le notaire René Brouaux, candidat aux cantonales en 1931. Il s'est présenté sur la liste de ce dernier aux élections municipales de 1929 à Épinal.
L'Entente devint lors de son assemblée générale du 30 novembre 1933 le Centre vosgien d'action républicaine, sociale et agraire, présidé par le journaliste Henri Maire, rédacteur en chef du Télégramme des Vosges, lié à la Fédération républicaine et soutenu par l'industriel cotonnier Georges Laederich. Thinesse est vice-président de son comité. Il assiste à la tribune au meeting spinalien de Philippe Henriot en mars 1934, organisé par le Centre vosgien. Le centre vosgien collabore alors avec les ligues d'extrême droite, et principalement avec les Jeunesses patriotes. En mai 1934, ses animateurs - dont Alfred Thinesse, en tant que vice-président du Centre - assistent à une réunion de propagande de Pierre Taittinger et des Jeunesses patriotes à Épinal et au banquet qui s'ensuivit.
En 1935, il figure sur une liste d'union menée par le maire sortant Augustin Baudouin, opposée à une liste de gauche « antifasciste », et est élu conseiller municipal d'Épinal, avec un autre membre du Centre vosgien, qui s'était montré assez actif depuis 1934. Il est candidat républicain « indépendant », « patriote » et « social anticommuniste », voulant « la France aux Français », aux élections cantonales de 1937 contre Marc Rucart, sans succès.
Il est médecin de la Résistance. Il est désigné en 1943 membre du conseil de l'ordre des médecins pour la région de Nancy.
Enfin, il adhère au MRP après 1945 et est candidat à l'Assemblée nationale en novembre 1946 sur la liste de ce parti démocrate-chrétien, sans succès. Maire d'Épinal de mai 1945 à 1947, il reçoit le général de Gaulle dans sa ville en septembre 1946 ; ce dernier prononce le discours d'Épinal contre le projet de constitution,. 
Il est réélu conseiller municipal en 1947 avec 6 autres membres de sa liste mais c'est la liste du parti gaulliste, le Rassemblement du peuple français (RPF), qui arrive en tête avec 11 élus. Il obtient le même nombre de voix au premier tour que son premier adjoint gaulliste, Charles Guthmüller, et retire sa candidature au profit de ce dernier au tour suivant. 
Il se présente comme membre du MRP aux élections cantonales de 1951, dans le canton d'Épinal, et est élu.
Conseiller général réélu en avril 1958 et président du Crédit immobilier des Vosges, il est candidat, sans succès là encore, aux législatives de novembre 1958 à Épinal, se présentant comme un candidat indépendant et modéré (droite) : « Je n'appartiens, comme par le passé, à aucun parti politique. Toutefois, je déclare que mes opinions sont celles d'un modéré, et à peu près celles du groupe Indépendant-Paysan ». Il veut « terminer la guerre d'Algérie, (...) cette Algérie qui doit rester française » et ne cite pas le général de Gaulle dans sa profession de foi. Il n'obtient que 13,4 % des voix au premier tour, distancé par son ancien premier adjoint, le maire d'Épinal Charles Guthmüller, élu, par le député MRP sortant Lucien Nicolas et par le socialiste Pierre Blanck, futur maire d’Épinal.

### Mandats
Il est élu conseiller municipal d'Épinal en 1935, puis maire d'Épinal de mai 1945 à octobre 1947, et enfin conseiller général de 1951 à 1970.